# Botched (programa de televisión)
Botched (conocido como Chapuzas Estéticas en España) es un programa de telerrealidad estadounidense que se estrenó en E! el 24 de junio de 2014. El programa documenta a los doctores Terry Dubrow y Paul Nassif. El programa se lleva a cabo en Los Ángeles, California. Sus pacientes acuden a ellos para solucionar sus malformaciones generadas en sus cirugías plásticas pasadas. El programa fue distribuido por Evolution Media hasta 2017 cuando MGM Television compró la compañía y los derechos del programa.
La primera temporada que consta de ocho episodios, terminó el 17 de agosto de 2014. La segunda temporada se estrenó el 14 de abril de 2015. La temporada  se estrenó el 10 de mayo de 2016. En octubre de 2015, se anunció un spin-off de ocho episodios titulado Botched by Nature que se estrenó el 9 de agosto de 2016.
En España el programa se transmite a través de Antena 3.
El 20 de julio de 2022, se ordenó la octava temporada, la cual estrenará en 2023.

## Temporadas
| Temporada | Temporada | Episodios | Episodios | Emisión original       | Emisión original         |
| Temporada | Temporada | Episodios | Episodios | Inicio                 | Final                    |
| --------- | --------- | --------- | --------- | ---------------------- | ------------------------ |
|           | 1         | 10        | 10        | 24 de junio de 2014    | 27 de octubre de 2014    |
|           | 2         | 20        | 20        | 14 de abril de 2015    | 24 de noviembre de 2015  |
|           | 3         | 13        | 13        | 10 de mayo de 2014     | 2 de agosto de 2016      |
|           | 4         | 22        | 12        | 24 de junio de 2017    | 17 de agosto de 2017     |
|           | 4         | 22        | 10        | 9 de mayo de 2018      | 18 de julio de 2018      |
|           | 5         | 17        | 17        | 6 de diciembre de 2018 | 27 de marzo de 2019      |
|           | 6         | 22        | 10        | 5 de noviembre de 2019 | 20 de enero de 2020      |
|           | 6         | 22        | 12        | 13 de abril de 2020    | 18 de septiembre de 2020 |
|           | 7         | 17        | 17        | 18 de mayo de 2021     | 8 de marzo de 2022       |